# Octobre 1843

## Événements
- Dans une lettre à sa sœur, Gobineau ironise durement sur les légitimistes qui s'empressent de courir à Londres pour y rendre hommage au duc de Bordeaux. Depuis qu'il est à La Quotidienne, il a pu juger la sottise et l'impuissance des légitimistes.

- 5 octobre : à l'Académie française, Victor Hugo est nommé directeur pour la seconde fois. Nodier, chancelier.

- 10 octobre : Honoré de Balzac termine Sur Catherine de Médicis, roman-essai commencé en mai 1830.

- 12 octobre : répression de l’agitation catholique contre l’Acte d'Union en Irlande : le gouvernement britannique, qui avait dû autoriser de nombreux meetings catholiques depuis 1841, interdit une manifestation prévue le 4 octobre à Clontarf. Le chef de file du mouvement catholique, Daniel O'Connell, est arrêté.

- 20 octobre : première expérience française d'éclairage public à l'électricité, place de la Concorde.

- 21 octobre : Honoré de Balzac revient en France par la malle poste. Il traverse l'Estonie, la Lettonie, et arrive à Berlin où il rencontre le grand savant Alexander von Humboldt.

- 23 octobre : Karl Marx et sa femme s'installent à Paris, no 38 rue Vaneau.

- 25 octobre : Honoré de Balzac arrive à Dresde où il est émerveillé par la splendeur des châteaux qu'il visite.

- 29 octobre : retour au Pirée de Colettis, futur premier ministre grec et ami de Guizot qu'il avait rencontré pendant son exil en France.

## Naissances
- 20 octobre : Alfred Ditte (mort en 1908), chimiste français.